# Alberto Otárola

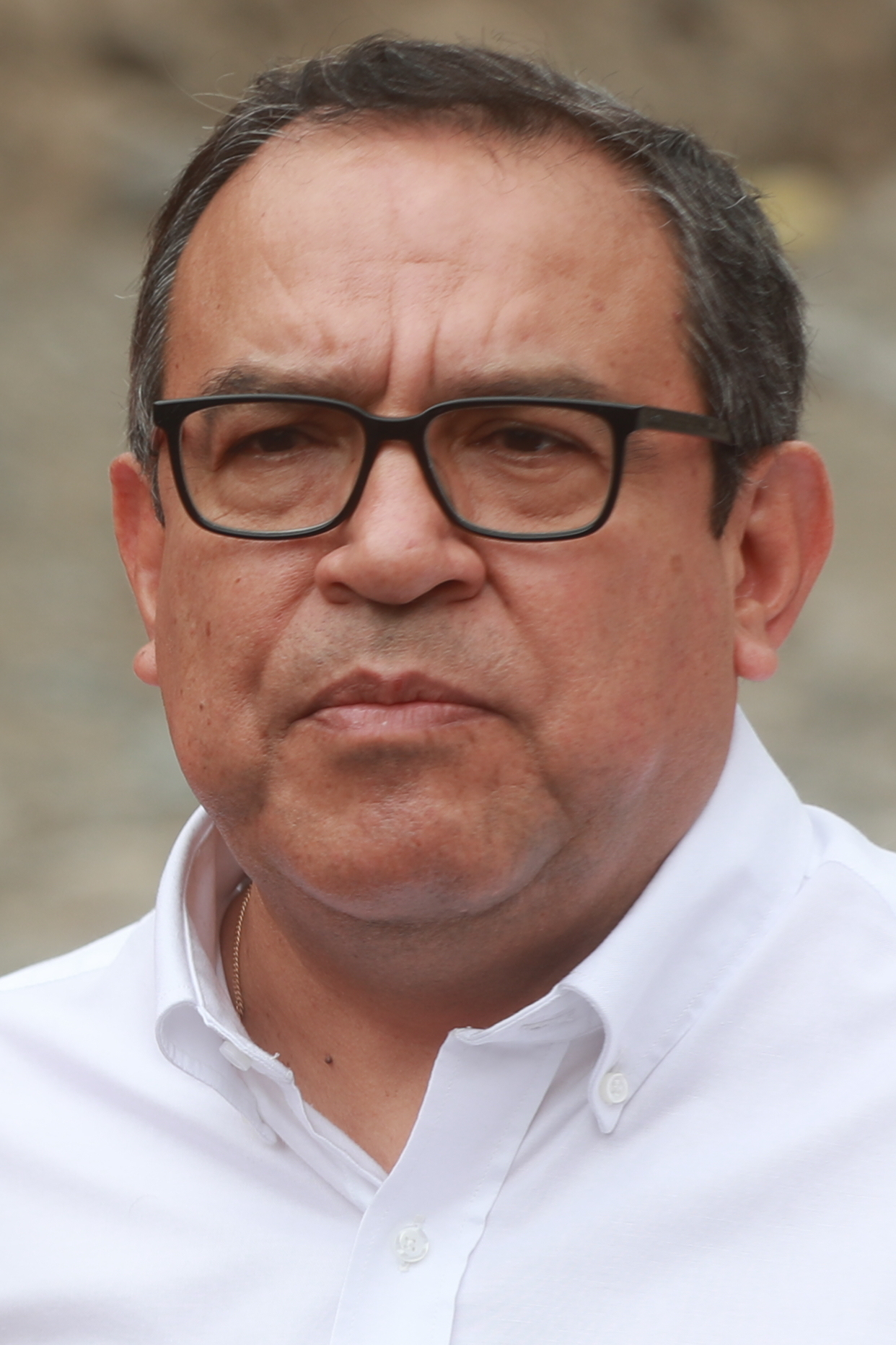
Alberto Otárola (2023)

Luis Alberto Otárola Peñaranda  [albéɾto otáɾola] (* 12. Februar 1967 in Huaraz) ist ein peruanischer Rechtsanwalt und Politiker. Vom 21. Dezember 2022 bis zum 5. März 2024 war er Premierminister von Peru. Zuvor war er zweimal Verteidigungsminister, unter Ollanta Humala und Dina Boluarte.

## Leben
Otárola wurde am 12. Februar 1967 in Huaraz als Sohn des Lehrers Saturnino Otárola Cáceres geboren, der Direktor der Volksschulen Huari und Tingua war. Seine Mutter war die Lehrerin Olga Peñaranda Mazzini, deren Großvater ein in Chacas ansässiger italienischer Bergbauunternehmer, Rafael Mazzini Garibaldi, war, ein Verwandter von Giuseppe Garibaldi. Er ist der jüngere Bruder von Fredy Otárola, Kongressabgeordneter zwischen 2006 und 2010. Er schloss 1991 sein Anwaltsstudium an der Universität San Martín de Porres in Lima mit der Arbeit „Internationales Menschenrecht und seine Einfügung in das peruanische Verfassungssystem“ ab.

### Berufliche Laufbahn
Otárola war von 1988 bis 1992 Berater der Sonderkommission für Studien zu politischer Gewalt, Leiter des Diario de los Debates und gesetzgebender Direktor des Senats der Republik Peru. Ebenso wurde er während der Regierung von Valentin Paniagua, 2001, zum Staatsvertreter vor dem Interamerikanischen Gerichtshof für Menschenrechte ernannt.
Während der Regierung von Alejandro Toledo war er zwischen Januar 2002 und April 2003 Berater des Verteidigungsministeriums und der obersten Leitung des peruanischen Verteidigungsministeriums für den Prozess der Umstrukturierung des Ministeriums und der Reform der Streitkräfte. Von Mai 2003 bis Juni 2004 war er Vizeminister für Wirtschaft und Verwaltung des Verteidigungsministeriums.
Er ist Gründungspartner und Hauptanwalt von Estudio Otárola & Priale Abogados SCRL sowie Professor an der Academy of Judiciary und Professor von der ESAN Graduate School of Business in Lima. Er war außerdem Professor an der Universität von Lima und der Escuela Superior de Guerra der peruanischen Streitkräfte.

### Politische Laufbahn

#### Erstmals Verteidigungsminister (2011–2012)
Am 10. Dezember 2011, als das erste Kabinett von Präsident Ollanta Humala neu zusammengestellt wurde, wurde er zum Verteidigungsminister ernannt.
Eines der größten Probleme, mit denen sich die Regierung Humala auseinandersetzen musste, waren die Aktivitäten einer Vereinigung, die in der VRAEM-Zone in Komplizenschaft mit dem Drogenhandel operiert. Am 9. April 2012 entführte eine bewaffnete Gruppe 36 Arbeiter der TGP (Transportadora de Gas del Perú) in der Stadt Kepashiato im Bezirk Echarate in der Provinz La Convencion im Departement Cusco. Als Reaktion darauf leitete die Regierung die so genannte „Operación Libertad“ ein, in deren Rahmen kombinierte Militär- und Polizeikräfte in das Gebiet entsandt wurden.
Nach der offiziellen Version wurden die Geiseln auf Druck der Streitkräfte am 14. April freigelassen. Die Operation forderte jedoch acht Tote und mehrere Verwundete; dennoch hieß es offiziell, es habe sich um eine „einwandfreie Operation“ gehandelt. Was die Öffentlichkeit jedoch am meisten empörte, war die Tatsache, dass drei Polizisten aus Dinoes ihrem Schicksal im Dschungel überlassen wurden, nachdem sie den Hubschrauber, der sie transportierte, verlassen hatten und am 12. April angegriffen wurden. Einer von ihnen, Lander Tamani, wurde im Kampf getötet. Die beiden anderen wurden als vermisst gemeldet. Siebzehn Tage später tauchte einer von ihnen, Luis Astuquillca, lebend auf und erreichte aus eigener Kraft die Stadt Kiteni, obwohl er am Bein verwundet war; der andere, César Vilca, wurde von seinem Vater tot aufgefunden, nachdem er auf eigene Faust in die zerklüftete Region vorgedrungen war und nur auf die Unterstützung der Einheimischen zählen konnte. Trotzdem gab das Innenministerium eine Erklärung ab, in der es mitteilte, dass Vilcas Leiche nach intensiver Suche durch die Polizei gefunden worden sei.
Die öffentliche Meinung reagierte ablehnend und interpretierte, dass die Polizisten ihrem Schicksal überlassen worden waren; aus diesem Grund forderte sie den Rücktritt von Otárola und Innenminister Daniel Lozada.
Am 3. Mai 2012 wurde in der Plenarsitzung des Kongresses ein Misstrauensantrag gegen Otárola und Lozada wegen „Unfähigkeit, mangelnder Führung und Strategie“ eingereicht. Am 10. Mai reichten beide Minister ihren Rücktritt ein, um einen Aufruhr im Kongress zu vermeiden.

#### Aktivitäten zur Drogenbekämpfung (2014–2022)
Zwischen 2014 und 2016 war Otárola Direktor von DEVIDA, der Drogenkontrollbehörde der peruanischen Regierung. Im April 2016 wurde Otárola vom Wirtschafts- und Sozialrat der Vereinten Nationen zu einem der 13 Mitglieder des Internationalen Suchtstoffkontrollrats gewählt. Seine fünfjährige Amtszeit begann am 2. März 2017 und endete am 1. März 2022.
Otárola versuchte ein politisches Comeback als Vize-Kandidat von Ollanta Humala und als Kongresskandidat der Nationalistischen Partei bei den Parlamentswahlen 2021, obwohl er bei den Wahlen den zehnten Platz belegte und bei seiner Kandidatur für den peruanischen Kongress nicht erfolgreich war. Damals forderte er eine neue Verfassung und bezeichnete die peruanische Verfassung als „Fujimoristische Verfassung“, obwohl er die Verfassung später während seiner Amtszeit in der Regierung Boluarte unterstützte.

#### Erneut Verteidigungsminister (2022)
Nach dem Rücktritt von Pedro Castillo von der peruanischen Präsidentschaft berief Dina Boluarte Otárola am 10. Dezember 2022 als Verteidigungsminister in ihr Kabinett.
Am 15. Dezember 2022 massakrierte die peruanische Armee in Ayacucho Demonstranten, die gegen die Regierung Boluarte demonstrierten. Während der Proteste spitzte sich die Situation zu, als das Militär Hubschrauber einsetzte, um auf die Demonstranten zu schießen, die später versuchten, den Flughafen der Stadt einzunehmen, der von der peruanischen Armee und der peruanischen Nationalpolizei verteidigt wurde. Die Truppen reagierten darauf, indem sie mit scharfer Munition auf die Demonstranten schossen, dies hatte zehn Tote und 61 Verletzte zur Folge; 90 % der Verletzten hatten Schusswunden und 10 % Prellungen, während die Getöteten in den Kopf oder den Oberkörper geschossen wurden. Die Gründerin des peruanischen Teams für forensische Anthropologie (EPAF), die forensische Anthropologin Carmen Rosa Cardoza, analysierte die Beweise im Umfeld der Getöteten und erklärte, das Militär habe geschossen, um zu töten, und die Schusswunden in Kopf und Oberkörper stünden im Einklang mit Wunden, die bei Menschenrechtsverletzungen erlitten worden seien, da Wunden bei bewaffneten Konflikten gewöhnlich an den Extremitäten zu finden seien.

#### Premierminister (seit 2022)
Weniger als zwei Wochen nach Beginn ihrer Präsidentschaft ernannte Dina Boluarte am 21. Dezember 2022 Otárola zum Premierminister. Dieser trat damit die Nachfolge von Pedro Angulo Arana an. Nach dem Massaker von Juliaca, bei dem 18 Zivilisten getötet und über 100 von der Policía Nacional del Perú verletzt wurden, antwortete Otárola auf die Todesfälle mit den Worten, dass die Getöteten „eine direkte Verantwortung derjenigen zum Ausdruck bringen, die einen Staatsstreich im Land durchführen wollen“. Er machte den inhaftierten ehemaligen Präsidenten Pedro Castillo für die Todesfälle verantwortlich.
Die Online-Zeitung Wayka kritisierte Otárolas Reaktion und stellte fest, dass Otárola während der peruanischen Proteste 2020, als zwei Demonstranten in Lima getötet wurden, die Reaktion der Behörden verurteilte und erklärte: „Gegen legitime Bürgerproteste finden willkürliche Verhaftungen und pure, harte Unterdrückung statt.“ Die peruanische Generalstaatsanwältin Patricia Benavides kündigte am 10. Januar 2023 Ermittlungen wegen der mutmaßlichen Verbrechen des Völkermords, des schweren Mordes und schwerer Verletzungen gegen Präsident Boluarte sowie Premierminister Otárola, Innenminister Víctor Rojas und Verteidigungsminister Jorge Chávez an.
Der Präsidentin Boluarte nahestehende Quellen berichteten laut La República, dass sie nach dem Massaker von der Präsidentschaft zurücktreten wollte, doch Otárola überzeugte sie, dass sie und andere Minister ihre Immunität verlieren würden, wenn sie zurückträte, und dass sie möglicherweise wegen Verbrechen belangt würden. Laut La República versprach Otárola Boluarte daraufhin, dass er die Unterstützung der peruanischen Streitkräfte und rechter Gruppen für sie gewinnen könne.
Auf Grund dieser Konstellation sehen viele Beobachter und auch involvierte Personen, wie zum Beispiel der Kongressabgeordnete der Acción Popular, Edwin Martínez, die wahre staatliche Gewalt bei Otárola und nicht bei Boluarte.
Als die Nationaluniversität San Marcos am 12. Januar 2023 von der peruanischen Nationalpolizei durchsucht wurde, sagte Otárola, dass die Aktionen und Verhaftungen von 200 Personen gerechtfertigt seien, da die Universität um Unterstützung gebeten habe, die Rektorin der Universität stellte daraufhin öffentlich klar, dass die Universität nur wegen Übergriffen gegen das universitätseigene Sicherheitspersonals und des Diebstahls von Schutzwesten und Funkgeräten Anzeige erstattet habe, jedoch nicht über die gewaltsame Erstürmung mittels Einsatz von Panzern informiert war und sich davon distanziere.
Nach diesen Vorkommnissen trägt Otárola in Teilen der Öffentlichkeit und in sozialen Medien den Beinamen „El Carnicero“ (deutsch: Der Schlächter). Boluarte und Otarola wird nachgesagt, dass sie sich fürchten, dass sie „sobald sie nicht mehr an der Macht sind, der Justiz für die systematischen Menschenrechtsverletzungen ihrer Regierung stellen müssen.“ Der Parteivorsitzende von Peru Libre, Vladimir Cerron, ordnete Otárola als „faschistischen Premier“ ein. Die Analystin Daniela Ibáñez de la Puente und der Politologe Félix Puémape bezeichneten ihn in einem Meinungsbeitrag in der regierungsnahen Zeitung El Comercio als „pragmatischen sozialdemokratischen Populisten“.
Am 9. Januar 2024 rief Otárola per Dekret einen 60-tägigen Notstand an der nördlichen Grenze zu Ecuador aus, nachdem zwei Tage zuvor der Chef des Drogenkartells „Los Choneros“, José Adolfo Macías bekannt unter dem Namen „Fito“, aus einem Hochsicherheitsgefängnis in Guayaquil (Ecuador) geflüchtet war. Der Ausnahmezustand, der mit einer nächtlichen Ausgangssperre einher ging, ermöglichte es Otárola die Armee zur Unterstützung der Polizei einzusetzen.
Otárola trat am 5. März 2024 als Premierminister zurück, nachdem ihm Korruption und sexuelle Nöting im Amt vorgeworfen wurden. Gegen ihn lagen diverse Rücktrittsanträge und drei von Parlamentariern eingereichte Verfassungsbeschwerden vor. Während er alle Vorwürfe von sich wies, bezichtigte er den Ex-Präsidenten Perus, Martín Vizcarra, politischer Verschwörung, in dem dieser den Rücktritt durch gefälschte Beweismittel erzwungen haben solle. Auf Otárola folgte Gustavo Adrianzén als neuer Premierminister, der am 6. März 2024 vereidigt wurde.